# El sol en un día nublado
Al-Shams Fi Yawm Gha'em (en árabe: الشمس في يوم غائم, El sol en un día nublado‎)  es una película siria, producida por The General Establishment of Cinema, Siria; dirigida por el director Muhammad Shahin, en 1986, y 90 min de duración. Refleja la historia de la escritora y novelista Hanna Mina.

## Guion
Esta película se desarrolla en los años 1930, en los días anteriores a la independencia de Siria. Adil (Jihad Sahd) nació en la riqueza, pero simpatiza con los pobres, renunciando a su familia y se une a las "clases inferiores". El Viejo (Rafik El Soubeil) Le da un curso intensivo en costumbres populares sirias. Adil es despertado sexualmente por la prostituta que lo congracía (Muna Wassef). El padre de Adil encuentra a su hijo, y está envidioso de la relación del Viejo con el joven; y, le exige una terrible venganza al viejo usando su dinero y posición social como protección contra las consecuencias legales.

## Reparto
| Actor            | Personaje       |
| ---------------- | --------------- |
| Muna Wassef      | La "Prostituta" |
| Rafik El Soubeil | Anciano         |
| Jihad Sahd       | Adil            |
| Jada El Charnaa  | Nour            |